# 1983 Bok
1983 Bok è un asteroide della fascia principale. Scoperto nel 1975, presenta un'orbita caratterizzata da un semiasse maggiore pari a 2,6214170 UA e da un'eccentricità di 0,0984987, inclinata di 9,41331° rispetto all'eclittica.
L'asteroide è dedicato agli astronomi e coniugi Bart Jan e Priscilla Fairfield Bok.